# Kontrakt 18

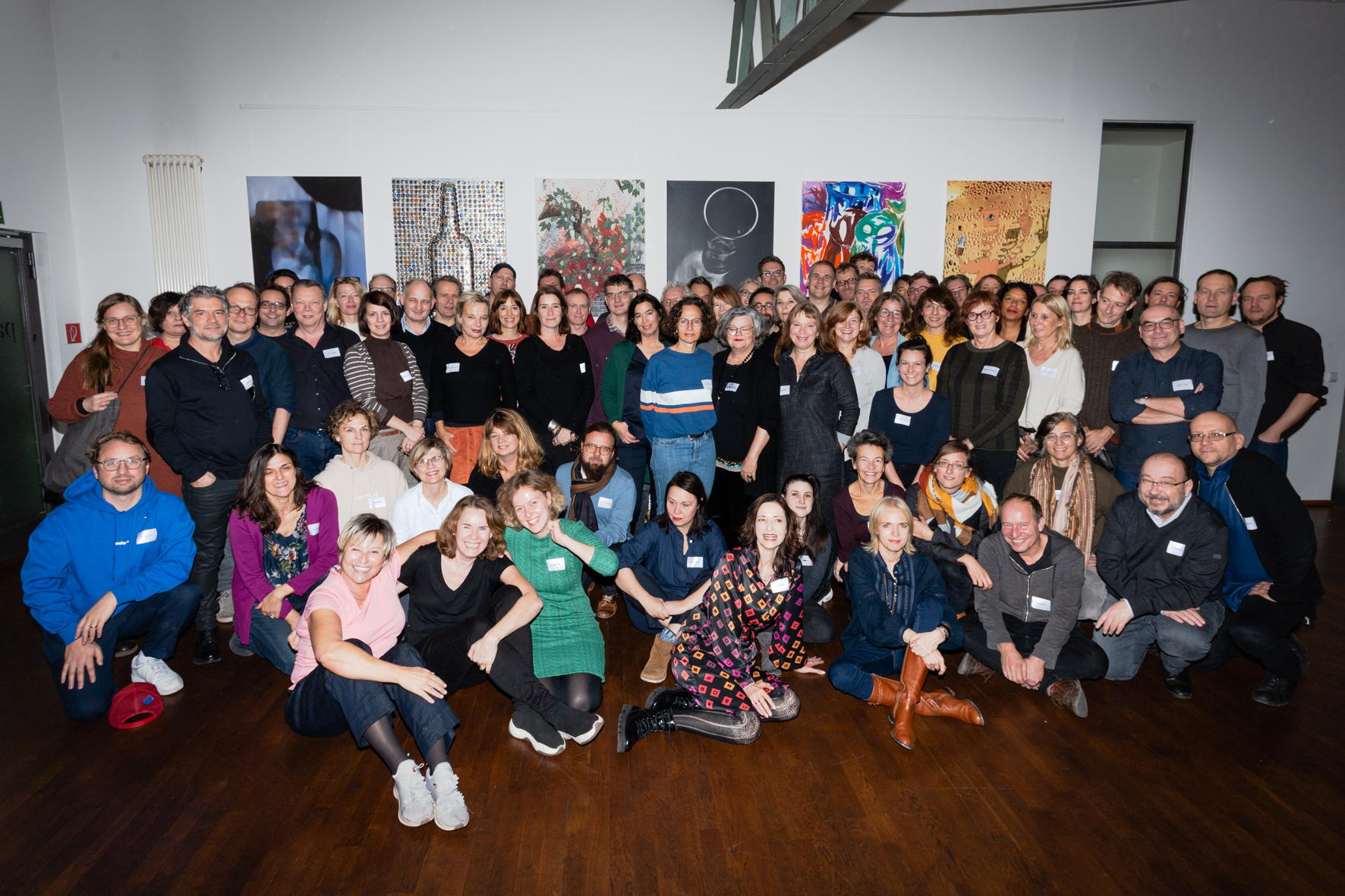
Bei der zweiten Kontrakt-18-Konferenz am 30. November in Berlin diskutierten fast hundert K18-Unterzeichnerinnen und Unterzeichner über Maßnahmen zur Verbesserung der Situation von Drehbuchautoren in Deutschland.

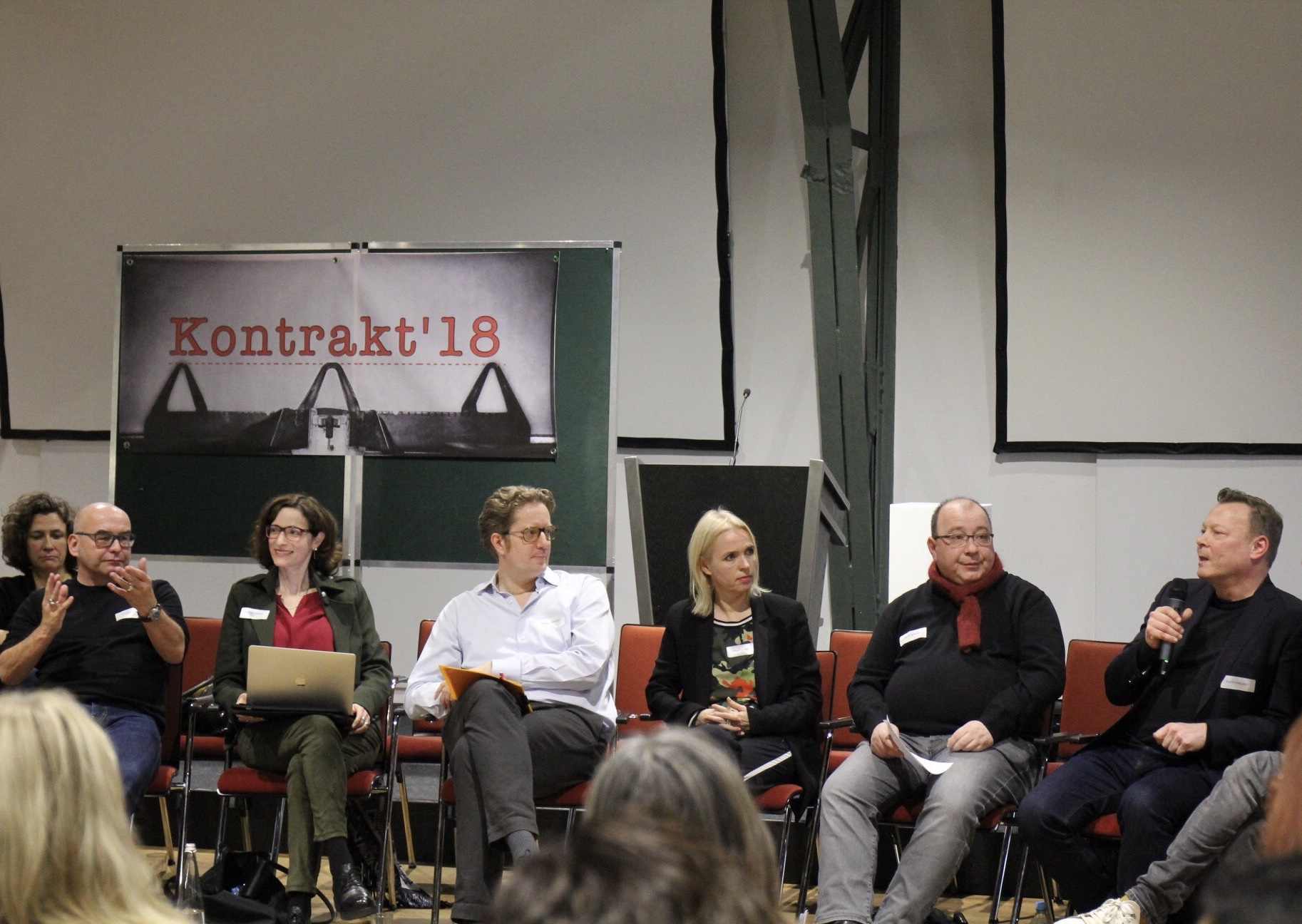
Die Diskussionsleitung bei der ersten Kontrakt 18-Konferenz am 15. Dezember 2018 übernahmen Volker A. Zahn, Kristin Derfler, Michael Meisheit, Annette Hess, Orkun Ertener und David Ungureit (im Vordergrund, von links nach rechts)

Der Kontrakt 18 oder Kontrakt 2018 ist eine Selbstverpflichtung, die von über 200 renommierten deutschen Drehbuchautoren im Juni 2018 unterzeichnet wurde. Sie verpflichten sich darin, nur noch an Projekten mitzuarbeiten, die ihnen eine kreative Kontrolle und Mitsprache bei der Regie ermöglichen.

## Vorgeschichte

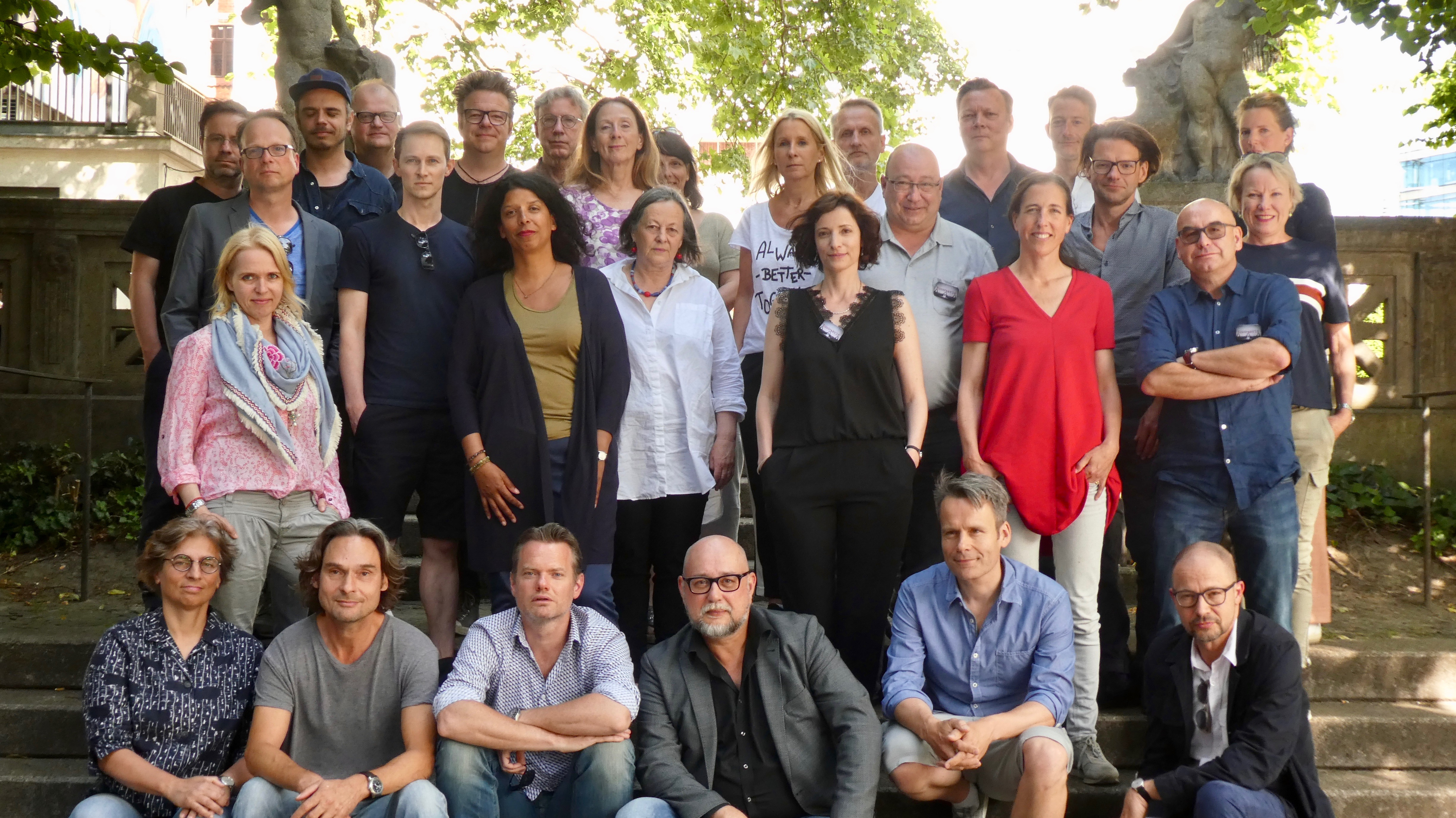
Am 24. Mai 2018 treffen sich im Berliner Savoy Hotel circa 30 Drehbuchautorinnen und Drehbuchautoren, um die Initiative „Kontrakt 18“ zu gründen.

Als Auslöser wurde der Protest der Mitunterzeichnerin Kristin Derfler „gegen die autorenfeindliche Einladungspraxis des Deutschen Fernsehpreises“ genannt, die darauf rasch erfolgten Änderungen, sowie das dadurch gewachsene Selbstvertrauen der Drehbuchautoren. Die Autoren Kristin Derfler, Orkun Ertener, Annette Hess und Volker A. Zahn gründeten daraufhin im Januar 2018 die Initiative „Kontrakt ´18“. Bei einem großen Autorentreffen im Berliner Savoy Hotel am 24. Mai 2018, an dem rund dreißig Drehbuchautoren aus ganz Deutschland teilnahmen, wurde der „Kontrakt ´18“ feinjustiert und gemeinsam verabschiedet. Am 9. Juni wurden die Forderungen der Drehbuchautoren veröffentlicht, „Spiegel online“ nennt die Initiative einen „Aufstand der Autoren“, für die Frankfurter Allgemeine Zeitung handelt es sich um eine „Revolte im ‚Entwicklungsland‘“.

## Inhalt
Der Kontrakt besagt, dass die unterzeichnenden Drehbuchautoren Verträge nur noch unterschreiben, wenn Folgendes gewährleistet ist:
1. Der Autor verantwortet das Buch bis zur endgültigen Drehfassung. Sämtliche Bearbeitungen des Buchs müssen von der Autorin/vom Autor autorisiert werden.
2. Der Autor hat Mitspracherecht bei der Auswahl der Regisseurin oder des Regisseurs. Die Entscheidung über die Besetzung der Regie wird einvernehmlich getroffen.
3. Der Autor wird zu den Leseproben eingeladen.
4. Der Autor wird das Recht eingeräumt, die Muster und den Rohschnitt zum frühestmöglichen Zeitpunkt sehen und kommentieren zu können. Der Autor wird zur Rohschnittabnahme eingeladen.
5. Der Autor wird bei allen Veröffentlichungen in Zusammenhang mit dem Filmprojekt (Pressemitteilungen, Programmhinweise, Plakate etc.) namentlich genannt und zu allen projektbezogenen öffentlichen Terminen eingeladen.
6. Die Unterzeichner verpflichten sich dazu, Aufträge zu Buch-Überarbeitungen (Rewrites, Polishing u. ä.) nur anzunehmen, wenn sie sich zuvor mit den aus dem Projekt ausscheidenden Kollegen verständigt haben.

## Unterzeichner und Reaktionen
Zahlreiche namhafte Autoren unterzeichneten die Selbstverpflichtung. Dazu gehören: Rolf Basedow, Bora Dagtekin, Anika Decker, Kristin Derfler, Doris Dörrie, Orkun Ertener, Annette Hess, Christian Jeltsch, Andreas Knaup, Arne Nolting, David Safier, Jan-Martin Scharf, Lea Schmidbauer,  Dorothee Schön, Marc Terjung, Ruth Toma, David Ungureit, Marianne Wendt, Thorsten Wettcke, Marco Wiersch, Anna Winger sowie Volker A. Zahn und Eva Zahn.
Laut Mit-Initiator Volker A. Zahn ist „der Kontrakt 18 ein politisches Signal, das natürlich um so auffälliger ist, je namhafter die Unterzeichnerinnen und Unterzeichner sind.“ Es handele sich nicht um eine „Revolution oder Kampfansage“, sondern um ein „konstruktives Angebot.“ „Die fortschrittlichen und klugen Kreativpartner aus den Bereichen Produktion, Redaktion und Regie“, ergänzt Eva Zahn, „haben mit unserem Forderungs-Katalog keine Probleme. Diese Leute wissen längst, dass es an der Zeit ist, mit den Autorinnen und Autoren auf Augenhöhe zu arbeiten.“
Die Autoren-Initiative habe „schnell namhafte Supporter gefunden“, schreibt die taz. „Schauspielerin Maria Furtwängler und ihr Kollege Henning Baum begrüßen das Anliegen ebenso wie Regisseur Christian Schwochow, der mit Headwriter Oliver Kienle für den Serienerfolg ‚Bad Banks‘ im ZDF verantwortlich war.“ Zu den weiteren Unterstützern zählen u. a. die Regisseure Dietrich Brüggemann, Uwe Janson und Torsten C. Fischer.
Der Verband Deutscher Drehbuchautoren (VDD) begrüßte „Kontrakt ’18“ und teilte mit, die Initiative helfe der Filmwirtschaft auf die Sprünge und kritisiere die Arbeitsbedingungen der Autoren. In einer offiziellen Stellungnahme begrüßte auch der Bundesverband Regie e. V. (BVR) die Kontrakt-18-Initiative der Drehbuchautoren und „unterstützt die Forderung, Regie und Drehbuch als Urheber für ihre wesentlichen Rollen in der Entstehung von Filmwerken angemessen zu würdigen.“
Für Annette Hess sind die Forderungen in Form einer Selbstverpflichtung ein Reflex auf das mangelnde Vertrauen gegenüber den Autoren. Drehbücher entstünden in Erwartung grundlegender Änderungen durch die Regie „als Alleinherrscher über die Produktion“ nur noch im „Dienst nach Vorschrift“. Dies sei ein Grund für die im Vergleich mit internationalen Qualitätsserien abfallenden deutschen Produktionen.
Anlässlich des ersten Jahrestages der Kontrakt-18-Gründung wurde bekannt, dass in den ersten zwölf Monaten nach Inkrafttreten der Selbstverpflichtung mehr als hundert Film- und Serien-Verträge nach den Vorgaben von Kontrakt 18 angeschlossen wurden. Außerdem habe die Initiative fast alle großen Sender dazu bewegt, ihre Leitlinien zur Einbindung von Autoren zu überdenken. Die Zahl der Unterzeichner stieg von anfangs rund 90 auf über 200 Autoren. Laut Volker A. Zahn gab es nie zuvor „eine breitere öffentliche Würdigung der schöpferischen Kraft und Bedeutung von Drehbuchautoren in Deutschland. Und nie zuvor wurde so intensiv über die fundamentale Rolle der Autoren für das Zustandekommen qualitativ hochwertiger Film- und Serienprojekte diskutiert.“ Und für Annette Hess steht fest: „Die Veränderung des Marktes durch die Streamingdienste fordert es geradezu heraus, dass es eine neue Interessengemeinschaft gibt für die AutorInnen, die sich dessen bewusst sind, dass sie Content schaffen. Die die kreative Verantwortung für die Produktionen übernehmen wollen.“ Im Dezember 2020 bezeichnete die Tageszeitung „Die Welt“ die Initiative der Drehbuchautoren als „wahrscheinlich erfolgreichste Aktionsgruppe, die es seit Jahrzehnten im deutschen Film gegeben hat.“
Für Aufsehen sorgte im Juni 2021 ein gemeinsam von Kontrakt 18 und dem Verband Deutscher Drehbuchautoren verfasster Offener Brief an die neue ARD-Programmchefin Christine Strobl. In Deutschland hinke man international gängigen Standards der Film- und Serienherstellung hinterher, kritisieren die beiden Organisationen und stellen der ARD im Vergleich zu den global agierenden Streaming-Diensten ein schlechtes Zeugnis aus. Der Plan, in der ARD „unverwechselbare“ Geschichten zu erzählen, werde sich nicht verwirklichen lassen, wenn die ARD die Grundlagen der Zusammenarbeit mit den Kreativen nicht zeitnah auf jene verbindlichen Standards umstelle, die bei Netflix, Amazon & Co. längst üblich seien. „Die positiven Erfahrungen, die unsere Kolleginnen und Kollegen in den letzten Jahren mit anderen Anbietern gemacht haben, zeigen: Autorinnen und Autoren Augenhöhe vertraglich zuzusichern, ist ein Garant für starke Filme und Serien.“ Mit Mentalitäten und Mechanismen, die noch im vorherigen Jahrhundert wurzeln, werde die ARD im oft bemühten „Kampf um die Kreativen“ definitiv den Kürzeren ziehen.
Im Frühjahr 2022 kam es zu ersten Gesprächen zwischen Vertretern von Kontrakt 18 und dem Verband Deutscher Drehbuchautoren über ein Zusammengehen der beiden Organisationen. Laut Kontrakt-18-Gründungsmitglied Volker A. Zahn hätten beide Organisationen bei Verhandlungen mit Sendern und Streamern „die Erfahrung gemacht, wie wirkmächtig es ist, wenn wir an einem Strang ziehen. Wenn wir die Stärken beider Organisationen bündeln, kann etwas richtig Großartiges entstehen.“
In den folgenden Monaten wurde der Zusammenschluss von zahlreichen gemeinsamen Arbeitsgruppen vorbereitet, und am 17. Februar 2023 mündeten die Fusions-Verhandlungen in der Gründung des Deutschen Drehbuchverbands (DDV). Die neue Interessenvertretung der Drehbuchautoren reklamiert „eine partnerschaftliche Zusammenarbeit auf Augenhöhe: Mit Sendern, Streamern, Produzenten und Regisseur*innen.“ Serien und Filme aus Deutschland „sollen endlich nach global üblichen Standards entwickelt und erfolgreich umgesetzt werden.“ Die als Kontrakt-18-Punkte bekannt gewordenen Forderungen sind deshalb Teil der neuen Satzung des Drehbuchverbands und werden „als Grundvoraussetzung für die angesprochene Zusammenarbeit auf Augenhöhe angesehen.“